# Aufruhr in den Augen
Aufruhr in den Augen ist ein Album der Band Pankow, das 1988 auf Amiga veröffentlicht wurde. Es ist das letzte in der DDR produzierte Album der Band, wenn man von der nachträglichen Veröffentlichung des 1982er Mitschnitts von Paule Panke 1989 absieht.

## Rezeption und Musikstil
Schon immer war Pankow durch die subversiven und provokanten Texte vielen Kulturfunktionären der DDR ein Dorn im Auge. Mit dem Einsetzen von Perestroika und Glasnost in der Sowjetunion unter Führung von Michail Gorbatschow ab Mitte der 1980er Jahre waren die Funktionäre der SED bemüht, ihr Land vor ähnlichen Entwicklungen abzuschirmen.
Bekannt geworden ist dazu vor allem die Äußerung von Kurt Hager, dem damals Verantwortlichen für Wissenschaft, Volksbildung und Kultur im ZK der SED:

„Würden Sie, nebenbei gesagt, wenn Ihr Nachbar seine Wohnung neu tapeziert, sich verpflichtet fühlen, Ihre Wohnung ebenfalls neu zu tapezieren?“

die bei der sowjetischen Führung und in weiten Kreisen der DDR-Bevölkerung auf Ablehnung und Widerstand stieß.
Das in dieser zeitgeschichtlichen Phase erschienene Album Aufruhr in den Augen mit Texten solcher Songs wie Langeweile oder Gib mir’n Zeichen sowie der provozierende Auftritt von Pankow in westdeutschen Medien zogen Kreise bis in das ZK der SED.
Zeilen wie diese:

„Dasselbe Land zu lange gesehn’ / Dieselbe Sprache zu lange gehört.

Zu lange gewartet, zu lange gehofft / Zu lange die alten Männer verehrt.

Ich bin rum gerannt, / Zu viel rum gerannt. / Zu viel rum gerannt. / Und ist doch nichts passiert“

„Komm ich hol dich raus, raus, raus / Dann geh’n wir hier weg.

Gib mir ’n Zeichen, / Die andern brauchen es nicht zu sehn. / Gib mir ’n Zeichen.“

führten zu einer heftigen Replik in den Medien, vorgetragen durch Hans Albrecht, erster Sekretär der SED-Bezirksleitung Suhl:

„Auf die provokatorischen Verleumdungen gegen unser Land, die Partei, führende Funktionäre und bewährte Kommunisten reagieren Kommunisten und Bürger mit tiefer Empörung, aber z.B. auch darauf, dass am 18. November eine Gruppe Pankow in einer Sendung des Fernsehregionalprogramms der BRD Hessen III auftrat und behauptete, in der DDR könne sie nur singen, wenn das Kultusministerium es gestatte, und sich mit einem Song gegen die Männer unserer Partei produzieren konnte. Es wird dazu gefragt, weshalb in Durchführung des Kulturaustausches solche Gruppen die Möglichkeit für einen Fernsehauftritt in der BRD haben.“

Die Kritik der DDR-Oberen konnte Produktion und Vertrieb des Albums sowie die Aufführung im Rundfunk und bei Konzerten der Band nicht verhindern. Bezeichnend für die sich bereits ändernden Zeiten war die 1989 folgende Tournee mit der Big Band des Stabes der Gruppe der Sowjetischen Streitkräfte in Deutschland durch die DDR, auf der trotz aller Widerstände die Titel des Albums einem breiten Publikum zu Gehör gebracht wurden.
Musikalisch sind die Titel auf Aufruhr in den Augen charakterisiert durch komplexe Arrangements unter Einsatz einer Bläsergruppe (Fun Horns), Hintergrundgesang sowie die Unterstützung von Heiner Witte (Engerling), einer der bekanntesten Slide-Gitarristen der damaligen DDR.
Am 12. November 2016 begann im Berliner Frannz-Club die Aufruhr in den Augen reloaded – Tour. Dabei spielen Pankow die Songs des gleichnamigen Albums von 1988 in einer unplugged Version.

## Titelliste

### A-Seite
1. Aufruhr in den Augen – 3:50 ** / ****
 (K:Pankow/T:Herzberg)
2. Einsam – 3:04 *
 (K:Kirchmann/T:Herzberg)
3. Langeweile – 4:16 *
 (K:Kirchmann/T:Herzberg)
4. Straßenlärm – 3:12 ***
 (K&T:Ehle)
5. Marilyn – 3:14 * / ****
 (K:Kirchmann,Griese[1]/T:Herzberg)
6. Gib mir’n Zeichen – 3:50 * / ****
(K:Ehle/T:Herzberg)

### B-Seite
1. Ich bin ich – 4:22 *
 (K:Ehle/T:Eckhard Mieder)
2. Der Ausreißer – 3:57 ***
 (K:Ehle/T:Eckhard Mieder)
3. Du kriegst mich nicht – 2:45
(K:Ehle/T:Janus Kopf)
4. Ich bin bei dir – 3:06
 (K:Kirchmann/T:Herzberg)
5. Wieder auf der Straße – 4:36 * / ****
 (K:Kirchmann,Ehle/T:Herzberg)

(*) Bläser: Fun Horns
(**) Slide-Gitarre: Heiner Witte
(***) 2. Gitarre: Heiner Witte
(****) Chor: Ines Paulke, Anke Schenker